# Eleições parlamentares europeias de 2024 no distrito de Viseu
| Eleições parlamentares europeias de 2024 Distritos: Aveiro \| Beja \| Braga \| Bragança \| Castelo Branco \| Coimbra \| Évora \| Faro \| Guarda \| Leiria \| Lisboa \| Portalegre \| Porto \| Santarém \| Setúbal \| Viana do Castelo \| Vila Real \| Viseu \| Açores \| Madeira \| Estrangeiro |

## Resultados por concelho
Os resultados nos concelhos do Distrito de Viseu foram os seguintes:

### Armamar
| Partido                 | Partido                                  | Votos | %               | +/-   |
| ----------------------- | ---------------------------------------- | ----- | --------------- | ----- |
|                         | Aliança Democrática (PPD/PSD-CDS-PP-PPM) | 1 066 | 41,82 / 100,00  | 5,88  |
|                         | Partido Socialista                       | 767   | 30,09 / 100,00  | 5,40  |
|                         | CHEGA                                    | 282   | 11,06 / 100,00  | -     |
|                         | Iniciativa Liberal                       | 122   | 4,79 / 100,00   | 4,38  |
|                         | Coligação Democrática Unitária (PCP-PEV) | 57    | 2,24 / 100,00   | 2,10  |
|                         | Alternativa Democrática Nacional         | 53    | 2,08 / 100,00   | 1,72  |
|                         | Bloco de Esquerda                        | 53    | 2,08 / 100,00   | 4,25  |
|                         | LIVRE                                    | 46    | 1,80 / 100,00   | 1,39  |
|                         | Outros (com menos de 1,00%)              | 59    | 2,32 / 100,00   |       |
| Votos Inválidos         | Votos Inválidos                          | 44    | 1,72 / 100,00   | 6,40  |
| Total                   | Total                                    | 2 549 | 100,00 / 100,00 |       |
| Eleitorado/Participação | Eleitorado/Participação                  | 5 623 | 45,33 / 100,00  | 12,43 |

| Freguesia                | %     | %     | %     | %    | %    | %    | %    | %    | Votantes |
| Freguesia                | AD    | PS    | CH    | IL   | CDU  | ADN  | BE   | L    | Votantes |
| ------------------------ | ----- | ----- | ----- | ---- | ---- | ---- | ---- | ---- | -------- |
| Freguesia                |       |       |       |      |      |      |      |      | Votantes |
| Aldeias                  | 52,53 | 18,35 | 10,76 | 0,63 | 1,27 | 3,16 | 1,90 | 2,53 | 158      |
| Aricera e Goujoim        | 54,93 | 24,65 | 6,34  | 5,63 | 2,11 | 1,41 | 2,11 | 0    | 142      |
| Armamar                  | 38,97 | 26,25 | 12,24 | 8,37 | 3,70 | 1,93 | 2,58 | 3,22 | 621      |
| Cimbres                  | 39,42 | 30,77 | 16,35 | 0,96 | 2,88 | 2,88 | 0    | 0    | 104      |
| Folgosa                  | 35,94 | 32,81 | 11,72 | 2,34 | 3,91 | 1,56 | 2,34 | 1,56 | 128      |
| Fontelo                  | 42,68 | 36,59 | 10,37 | 1,52 | 2,44 | 0,91 | 2,44 | 0,30 | 328      |
| Queimada                 | 42,11 | 28,57 | 10,53 | 9,02 | 1,50 | 1,50 | 0,75 | 3,01 | 133      |
| Queimadela               | 51,52 | 32,32 | 5,05  | 3,03 | 1,01 | 1,01 | 1,01 | 2,02 | 99       |
| Santa Cruz               | 45,68 | 23,46 | 16,05 | 1,23 | 2,47 | 6,17 | 0    | 1,23 | 81       |
| São Cosmado              | 48,33 | 28,89 | 9,44  | 3,33 | 0    | 1,67 | 1,67 | 2,78 | 180      |
| São Martinho das Chãs    | 45,68 | 30,86 | 9,26  | 4,94 | 1,23 | 1,85 | 1,23 | 1,23 | 162      |
| São Romão e Santiago     | 37,50 | 33,82 | 8,82  | 4,41 | 0,74 | 5,15 | 4,41 | 0,74 | 136      |
| Vacalar                  | 47,73 | 28,41 | 9,09  | 7,95 | 0    | 1,14 | 1,14 | 2,27 | 88       |
| Vila Seca e Santo Adrião | 20,11 | 44,44 | 15,87 | 4,76 | 2,65 | 2,12 | 3,17 | 1,06 | 189      |
| Armamar                  | 41,82 | 30,09 | 11,06 | 4,79 | 2,24 | 2,08 | 2,08 | 1,80 | 2 549    |

### Carregal do Sal
| Partido                 | Partido                                  | Votos | %               | +/-  |
| ----------------------- | ---------------------------------------- | ----- | --------------- | ---- |
|                         | Aliança Democrática (PPD/PSD-CDS-PP-PPM) | 1 253 | 37,96 / 100,00  | 1,59 |
|                         | Partido Socialista                       | 1 086 | 32,90 / 100,00  | 1,66 |
|                         | CHEGA                                    | 322   | 9,75 / 100,00   | -    |
|                         | Iniciativa Liberal                       | 174   | 5,27 / 100,00   | 5,01 |
|                         | Bloco de Esquerda                        | 104   | 3,15 / 100,00   | 5,32 |
|                         | Alternativa Democrática Nacional         | 78    | 2,36 / 100,00   | 1,91 |
|                         | LIVRE                                    | 69    | 2,09 / 100,00   | 1,03 |
|                         | Coligação Democrática Unitária (PCP-PEV) | 56    | 1,70 / 100,00   | 0,61 |
|                         | Outros (com menos de 1,00%)              | 73    | 2,20 / 100,00   |      |
| Votos Inválidos         | Votos Inválidos                          | 86    | 2,61 / 100,00   | 5,78 |
| Total                   | Total                                    | 3 301 | 100,00 / 100,00 |      |
| Eleitorado/Participação | Eleitorado/Participação                  | 8 892 | 37,12 / 100,00  | 8,25 |

| Freguesia          | %     | %     | %     | %    | %    | %    | %    | %    | Votantes |
| Freguesia          | AD    | PS    | CH    | IL   | BE   | ADN  | L    | CDU  | Votantes |
| ------------------ | ----- | ----- | ----- | ---- | ---- | ---- | ---- | ---- | -------- |
| Freguesia          |       |       |       |      |      |      |      |      | Votantes |
| Beijós             | 35,80 | 36,93 | 9,09  | 5,11 | 1,99 | 3,13 | 1,42 | 0,85 | 352      |
| Cabanas de Viriato | 35,39 | 38,66 | 8,71  | 4,17 | 2,90 | 2,00 | 1,81 | 2,00 | 551      |
| Carregal do Sal    | 39,48 | 29,72 | 10,75 | 6,14 | 3,70 | 1,63 | 1,99 | 1,72 | 1 107    |
| Oliveira do Conde  | 36,15 | 34,04 | 9,13  | 5,77 | 3,08 | 2,60 | 2,79 | 1,83 | 1 040    |
| Parada             | 47,41 | 23,90 | 11,16 | 1,99 | 3,19 | 4,38 | 1,20 | 1,59 | 251      |
| Carregal do Sal    | 37,96 | 32,90 | 9,75  | 5,27 | 3,15 | 2,36 | 2,09 | 1,70 | 3 301    |

### Castro Daire
| Partido                 | Partido                                  | Votos  | %               | +/-   |
| ----------------------- | ---------------------------------------- | ------ | --------------- | ----- |
|                         | Aliança Democrática (PPD/PSD-CDS-PP-PPM) | 2 146  | 42,00 / 100,00  | 0,27  |
|                         | Partido Socialista                       | 1 606  | 31,43 / 100,00  | 0,54  |
|                         | CHEGA                                    | 620    | 12,14 / 100,00  | -     |
|                         | Iniciativa Liberal                       | 216    | 4,23 / 100,00   | 3,96  |
|                         | Alternativa Democrática Nacional         | 92     | 1,80 / 100,00   | 1,40  |
|                         | Bloco de Esquerda                        | 90     | 1,76 / 100,00   | 3,16  |
|                         | Coligação Democrática Unitária (PCP-PEV) | 88     | 1,72 / 100,00   | 1,60  |
|                         | LIVRE                                    | 55     | 1,08 / 100,00   | 0,44  |
|                         | Outros (com menos de 1,00%)              | 92     | 1,82 / 100,00   |       |
| Votos Inválidos         | Votos Inválidos                          | 104    | 2,03 / 100,00   | 6,74  |
| Total                   | Total                                    | 5 109  | 100,00 / 100,00 |       |
| Eleitorado/Participação | Eleitorado/Participação                  | 13 617 | 37,52 / 100,00  | 11,70 |

| Freguesia                 | %     | %     | %     | %    | %    | %    | %    | %    | Votantes |
| Freguesia                 | AD    | PS    | CH    | IL   | ADN  | BE   | CDU  | L    | Votantes |
| ------------------------- | ----- | ----- | ----- | ---- | ---- | ---- | ---- | ---- | -------- |
| Freguesia                 |       |       |       |      |      |      |      |      | Votantes |
| Almofala                  | 52,55 | 24,09 | 5,11  | 4,38 | 4,38 | 0,73 | 2,92 | 0,73 | 137      |
| Cabril                    | 30,29 | 44,23 | 8,65  | 3,85 | 3,37 | 0,96 | 2,40 | 2,40 | 208      |
| Castro Daire              | 41,15 | 29,77 | 11,46 | 6,70 | 1,33 | 1,87 | 2,18 | 1,48 | 1 283    |
| Cujó                      | 54,72 | 26,42 | 5,66  | 6,29 | 1,26 | 1,26 | 1,89 | 0,63 | 159      |
| Gosende                   | 35,75 | 38,16 | 12,56 | 2,90 | 0,48 | 3,38 | 0,97 | 1,45 | 207      |
| Mamouros, Alva e Ribolhos | 46,49 | 27,86 | 12,22 | 4,21 | 2,00 | 1,60 | 1,60 | 0,60 | 499      |
| Mezio e Moura Morta       | 50,89 | 21,71 | 14,95 | 1,78 | 0,71 | 2,49 | 1,78 | 0,36 | 281      |
| Mões                      | 38,72 | 34,77 | 15,04 | 5,08 | 1,32 | 1,50 | 0,56 | 0,94 | 532      |
| Moledo                    | 42,80 | 28,41 | 15,87 | 1,11 | 2,95 | 1,11 | 1,48 | 1,11 | 271      |
| Monteiras                 | 45,85 | 20,00 | 23,90 | 0,49 | 4,39 | 0,98 | 0,98 | 1,46 | 205      |
| Parada de Ester e Ester   | 34,36 | 45,09 | 8,90  | 3,99 | 1,23 | 1,53 | 2,76 | 0,31 | 326      |
| Pepim                     | 48,91 | 21,74 | 14,13 | 5,43 | 4,35 | 1,09 | 1,09 | 0    | 92       |
| Picão e Ermida            | 52,87 | 24,90 | 9,58  | 2,68 | 1,92 | 1,53 | 2,68 | 0,38 | 261      |
| Pinheiro                  | 32,13 | 45,70 | 9,50  | 2,71 | 2,71 | 0,90 | 1,36 | 1,81 | 221      |
| Reriz e Gafanhão          | 29,39 | 41,55 | 11,15 | 3,38 | 1,35 | 2,36 | 1,35 | 1,35 | 296      |
| São Joaninho              | 59,54 | 14,50 | 12,98 | 1,53 | 0    | 5,34 | 0    | 0,76 | 131      |
| Castro Daire              | 42,00 | 31,43 | 12,14 | 4,23 | 1,80 | 1,76 | 1,72 | 1,08 | 5 109    |

### Cinfães
| Partido                 | Partido                                  | Votos  | %               | +/-   |
| ----------------------- | ---------------------------------------- | ------ | --------------- | ----- |
|                         | Partido Socialista                       | 2 580  | 41,39 / 100,00  | 2,38  |
|                         | Aliança Democrática (PPD/PSD-CDS-PP-PPM) | 2 180  | 34,98 / 100,00  | 2,62  |
|                         | CHEGA                                    | 479    | 7,68 / 100,00   | -     |
|                         | Iniciativa Liberal                       | 301    | 4,83 / 100,00   | 4,60  |
|                         | Bloco de Esquerda                        | 140    | 2,25 / 100,00   | 3,05  |
|                         | LIVRE                                    | 120    | 1,93 / 100,00   | 1,35  |
|                         | Alternativa Democrática Nacional         | 103    | 1,65 / 100,00   | 1,22  |
|                         | Coligação Democrática Unitária (PCP-PEV) | 89     | 1,43 / 100,00   | 1,24  |
|                         | Outros (com menos de 1,00%)              | 114    | 1,82 / 100,00   |       |
| Votos Inválidos         | Votos Inválidos                          | 127    | 2,04 / 100,00   | 5,83  |
| Total                   | Total                                    | 6 233  | 100,00 / 100,00 |       |
| Eleitorado/Participação | Eleitorado/Participação                  | 15 959 | 39,06 / 100,00  | 15,35 |

| Freguesia                            | %     | %     | %     | %    | %    | %    | %    | %    | Votantes |
| Freguesia                            | PS    | AD    | CH    | IL   | BE   | L    | ADN  | CDU  | Votantes |
| ------------------------------------ | ----- | ----- | ----- | ---- | ---- | ---- | ---- | ---- | -------- |
| Freguesia                            |       |       |       |      |      |      |      |      | Votantes |
| Alhões, Bustelo, Gralheira e Ramires | 42,08 | 31,89 | 12,36 | 2,17 | 2,39 | 2,60 | 1,52 | 1,30 | 461      |
| Cinfães                              | 38,31 | 32,36 | 8,28  | 6,99 | 3,19 | 3,11 | 0,78 | 2,59 | 1 159    |
| Espadanedo                           | 29,75 | 48,48 | 6,89  | 4,13 | 2,75 | 1,65 | 2,48 | 0,28 | 363      |
| Ferreiros de Tendais                 | 48,18 | 27,94 | 6,48  | 5,67 | 2,43 | 2,02 | 1,62 | 1,62 | 247      |
| Fornelos                             | 51,87 | 30,29 | 5,39  | 2,07 | 2,07 | 2,07 | 2,07 | 0,41 | 241      |
| Moimenta                             | 43,62 | 33,51 | 9,04  | 4,26 | 1,60 | 1,60 | 3,72 | 0    | 188      |
| Nespereira                           | 34,59 | 41,53 | 7,09  | 4,20 | 1,59 | 1,45 | 3,04 | 1,01 | 691      |
| Oliveira do Douro                    | 49,01 | 29,70 | 5,69  | 5,69 | 0,74 | 2,23 | 1,24 | 1,98 | 404      |
| Santiago de Piães                    | 40,53 | 38,59 | 6,80  | 4,13 | 1,94 | 0,97 | 2,18 | 1,21 | 412      |
| São Cristóvão de Nogueira            | 44,84 | 37,53 | 6,30  | 3,27 | 2,27 | 1,51 | 0,50 | 0,50 | 397      |
| Souselo                              | 46,37 | 31,56 | 7,41  | 5,04 | 3,11 | 1,33 | 1,63 | 1,33 | 675      |
| Tarouquela                           | 42,12 | 34,55 | 6,97  | 5,76 | 2,12 | 0,61 | 1,21 | 2,73 | 330      |
| Tendais                              | 31,50 | 45,09 | 8,67  | 4,62 | 1,73 | 2,31 | 2,02 | 1,16 | 346      |
| Travanca                             | 51,72 | 24,76 | 8,46  | 5,33 | 0,94 | 1,57 | 0,94 | 0,94 | 319      |
| Cinfães                              | 41,39 | 34,98 | 7,68  | 4,83 | 2,25 | 1,93 | 1,65 | 1,43 | 6 233    |

### Lamego
| Partido                 | Partido                                  | Votos  | %               | +/-   |
| ----------------------- | ---------------------------------------- | ------ | --------------- | ----- |
|                         | Aliança Democrática (PPD/PSD-CDS-PP-PPM) | 3 943  | 38,82 / 100,00  | 3,99  |
|                         | Partido Socialista                       | 3 536  | 34,82 / 100,00  | 0,32  |
|                         | CHEGA                                    | 877    | 8,64 / 100,00   | -     |
|                         | Iniciativa Liberal                       | 610    | 6,01 / 100,00   | 5,41  |
|                         | Coligação Democrática Unitária (PCP-PEV) | 243    | 2,39 / 100,00   | 1,58  |
|                         | LIVRE                                    | 215    | 2,12 / 100,00   | 1,10  |
|                         | Bloco de Esquerda                        | 213    | 2,10 / 100,00   | 6,45  |
|                         | Alternativa Democrática Nacional         | 165    | 1,62 / 100,00   | 1,11  |
|                         | Outros (com menos de 1,00%)              | 186    | 1,85 / 100,00   |       |
| Votos Inválidos         | Votos Inválidos                          | 168    | 1,66 / 100,00   | 4,85  |
| Total                   | Total                                    | 10 156 | 100,00 / 100,00 |       |
| Eleitorado/Participação | Eleitorado/Participação                  | 23 124 | 43,92 / 100,00  | 13,10 |

| Freguesia                      | %     | %     | %     | %    | %     | %    | %    | %    | Votantes |
| Freguesia                      | AD    | PS    | CH    | IL   | CDU   | L    | BE   | ADN  | Votantes |
| ------------------------------ | ----- | ----- | ----- | ---- | ----- | ---- | ---- | ---- | -------- |
| Freguesia                      |       |       |       |      |       |      |      |      | Votantes |
| Avões                          | 28,81 | 27,12 | 11,30 | 5,65 | 19,21 | 2,26 | 2,26 | 2,82 | 177      |
| Bigorne, Magueija e Pretarouca | 35,47 | 40,27 | 5,87  | 4,80 | 3,47  | 2,40 | 3,73 | 0,80 | 375      |
| Britiande                      | 40,00 | 39,46 | 8,38  | 2,97 | 1,62  | 0,81 | 1,62 | 2,70 | 370      |
| Cambres                        | 34,94 | 41,20 | 7,71  | 6,27 | 3,61  | 2,17 | 1,20 | 0,96 | 415      |
| Cepões, Meijinhos e Melcões    | 48,52 | 31,36 | 6,71  | 5,13 | 1,38  | 0,99 | 1,38 | 1,38 | 507      |
| Ferreirim                      | 36,33 | 38,91 | 13,18 | 3,54 | 0,32  | 1,61 | 1,29 | 2,57 | 311      |
| Ferreiros de Avões             | 38,86 | 33,71 | 9,71  | 4,00 | 5,14  | 0,57 | 1,14 | 4,00 | 175      |
| Figueira                       | 46,27 | 27,61 | 11,94 | 3,73 | 1,49  | 2,24 | 2,24 | 2,99 | 134      |
| Lalim                          | 44,56 | 34,48 | 6,90  | 5,84 | 0,53  | 1,06 | 1,59 | 2,39 | 377      |
| Lamego (Almacave e Sé)         | 37,15 | 33,95 | 8,68  | 7,29 | 2,59  | 2,69 | 2,63 | 1,27 | 5 128    |
| Lazarim                        | 46,50 | 32,52 | 9,09  | 2,10 | 0,70  | 1,40 | 0    | 2,10 | 286      |
| Parada do Bispo e Valdigem     | 39,60 | 41,03 | 6,55  | 4,27 | 0,85  | 0,57 | 0,85 | 1,71 | 351      |
| Penajoia                       | 48,31 | 30,41 | 8,45  | 3,04 | 1,35  | 2,03 | 2,03 | 1,69 | 296      |
| Penude                         | 38,16 | 34,69 | 11,63 | 5,51 | 0,41  | 1,84 | 0,82 | 2,65 | 490      |
| Samodães                       | 36,92 | 32,31 | 9,23  | 6,15 | 0     | 1,54 | 0    | 4,62 | 65       |
| Sande                          | 33,58 | 42,91 | 8,96  | 5,22 | 1,87  | 1,12 | 2,99 | 2,24 | 268      |
| Várzea de Abrunhais            | 39,86 | 37,06 | 6,29  | 6,99 | 1,40  | 1,40 | 0    | 0    | 143      |
| Vila Nova de Souto d'El-Rei    | 45,49 | 30,21 | 7,99  | 5,21 | 1,04  | 2,43 | 2,08 | 1,39 | 288      |
| Lamego                         | 38,82 | 34,82 | 8,64  | 6,01 | 2,39  | 2,12 | 2,10 | 1,62 | 10 156   |

### Mangualde
| Partido                 | Partido                                  | Votos  | %               | +/-  |
| ----------------------- | ---------------------------------------- | ------ | --------------- | ---- |
|                         | Partido Socialista                       | 2 264  | 36,25 / 100,00  | 4,56 |
|                         | Aliança Democrática (PPD/PSD-CDS-PP-PPM) | 2 194  | 35,13 / 100,00  | 5,32 |
|                         | CHEGA                                    | 715    | 11,45 / 100,00  | -    |
|                         | Iniciativa Liberal                       | 321    | 5,14 / 100,00   | 4,82 |
|                         | Coligação Democrática Unitária (PCP-PEV) | 140    | 2,24 / 100,00   | 0,97 |
|                         | LIVRE                                    | 139    | 2,23 / 100,00   | 0,95 |
|                         | Bloco de Esquerda                        | 121    | 1,94 / 100,00   | 3,99 |
|                         | Alternativa Democrática Nacional         | 83     | 1,33 / 100,00   | 0,95 |
|                         | Outros (com menos de 1,00%)              | 102    | 1,62 / 100,00   |      |
| Votos Inválidos         | Votos Inválidos                          | 166    | 2,66 / 100,00   | 7,30 |
| Total                   | Total                                    | 6 245  | 100,00 / 100,00 |      |
| Eleitorado/Participação | Eleitorado/Participação                  | 17 774 | 35,14 / 100,00  | 4,47 |

| Freguesia                                 | %     | %     | %     | %    | %    | %    | %    | %    | Votantes |
| Freguesia                                 | PS    | AD    | CH    | IL   | CDU  | L    | BE   | ADN  | Votantes |
| ----------------------------------------- | ----- | ----- | ----- | ---- | ---- | ---- | ---- | ---- | -------- |
| Freguesia                                 |       |       |       |      |      |      |      |      | Votantes |
| Abrunhosa-a-Velha                         | 30,60 | 40,30 | 17,91 | 2,99 | 2,24 | 0    | 2,24 | 0    | 134      |
| Alcafache                                 | 36,60 | 34,64 | 10,13 | 3,59 | 3,92 | 2,61 | 2,94 | 1,31 | 306      |
| Cunha Baixa                               | 30,30 | 39,70 | 13,64 | 6,36 | 0,91 | 2,42 | 2,42 | 1,21 | 330      |
| Espinho                                   | 36,06 | 34,57 | 17,84 | 2,60 | 1,49 | 0,74 | 1,86 | 0,74 | 269      |
| Fornos de Maceira Dão                     | 37,98 | 36,78 | 11,30 | 5,77 | 1,20 | 0,48 | 1,44 | 1,44 | 416      |
| Freixiosa                                 | 23,23 | 42,42 | 14,14 | 5,05 | 5,05 | 4,04 | 1,01 | 2,02 | 99       |
| Mangualde, Mesquitela e Cunha Alta        | 37,28 | 34,49 | 9,75  | 6,07 | 2,43 | 2,65 | 2,01 | 1,31 | 3 128    |
| Moimenta de Maceira Dão e Lobelhe do Mato | 34,49 | 35,36 | 16,23 | 2,90 | 2,61 | 3,48 | 1,74 | 1,16 | 345      |
| Quintela de Azurara                       | 45,37 | 28,29 | 7,32  | 2,44 | 1,46 | 1,95 | 1,46 | 1,46 | 205      |
| Santiago de Cassurrães e Póvoa de Cervães | 40,51 | 30,79 | 12,27 | 3,01 | 1,62 | 1,62 | 2,08 | 2,31 | 432      |
| São João da Fresta                        | 36,62 | 40,85 | 11,27 | 4,23 | 2,82 | 1,41 | 0    | 0    | 71       |
| Tavares (Chãs, Várzea e Travanca)         | 30,20 | 38,04 | 13,53 | 5,49 | 2,16 | 1,57 | 1,57 | 1,37 | 510      |
| Mangualde                                 | 36,25 | 35,13 | 11,45 | 5,14 | 2,24 | 2,23 | 1,94 | 1,33 | 6 245    |

### Moimenta da Beira
| Partido                 | Partido                                  | Votos | %               | +/-   |
| ----------------------- | ---------------------------------------- | ----- | --------------- | ----- |
|                         | Aliança Democrática (PPD/PSD-CDS-PP-PPM) | 1 529 | 40,92 / 100,00  | 1,39  |
|                         | Partido Socialista                       | 1 226 | 32,81 / 100,00  | 0,70  |
|                         | CHEGA                                    | 391   | 10,46 / 100,00  | -     |
|                         | Iniciativa Liberal                       | 154   | 4,12 / 100,00   | 4,01  |
|                         | Bloco de Esquerda                        | 75    | 2,01 / 100,00   | 3,80  |
|                         | Coligação Democrática Unitária (PCP-PEV) | 71    | 1,90 / 100,00   | 1,06  |
|                         | LIVRE                                    | 68    | 1,82 / 100,00   | 0,62  |
|                         | Alternativa Democrática Nacional         | 61    | 1,63 / 100,00   | 1,17  |
|                         | Outros (com menos de 1,00%)              | 74    | 1,98 / 100,00   |       |
| Votos Inválidos         | Votos Inválidos                          | 88    | 2,35 / 100,00   | 6,17  |
| Total                   | Total                                    | 3 737 | 100,00 / 100,00 |       |
| Eleitorado/Participação | Eleitorado/Participação                  | 9 919 | 37,68 / 100,00  | 10,42 |

| Freguesia                            | %     | %     | %     | %    | %    | %    | %    | %    | Votantes |
| Freguesia                            | AD    | PS    | CH    | IL   | BE   | CDU  | L    | ADN  | Votantes |
| ------------------------------------ | ----- | ----- | ----- | ---- | ---- | ---- | ---- | ---- | -------- |
| Freguesia                            |       |       |       |      |      |      |      |      | Votantes |
| Alvite                               | 36,89 | 39,19 | 6,05  | 6,34 | 2,02 | 1,44 | 2,02 | 1,73 | 347      |
| Arcozelos                            | 39,67 | 34,24 | 5,98  | 3,80 | 1,09 | 1,09 | 4,35 | 2,17 | 184      |
| Baldos                               | 35,96 | 35,96 | 15,73 | 3,37 | 4,49 | 1,12 | 0    | 1,12 | 89       |
| Cabaços                              | 37,90 | 40,32 | 14,52 | 0,81 | 3,23 | 0    | 0    | 0    | 123      |
| Caria                                | 45,61 | 28,65 | 14,04 | 3,51 | 1,75 | 0    | 2,34 | 0,58 | 171      |
| Castelo                              | 48,10 | 24,05 | 6,33  | 3,80 | 0    | 3,80 | 1,27 | 7,59 | 79       |
| Leomil                               | 45,81 | 25,39 | 13,09 | 2,62 | 2,62 | 4,45 | 0,26 | 1,83 | 382      |
| Moimenta da Beira                    | 38,07 | 34,62 | 9,34  | 5,38 | 2,23 | 2,84 | 2,74 | 0,91 | 985      |
| Paradinha e Nagosa                   | 49,65 | 22,38 | 10,49 | 0,70 | 1,40 | 1,40 | 4,90 | 2,80 | 143      |
| Passô                                | 26,21 | 42,07 | 17,24 | 2,76 | 4,14 | 1,38 | 0    | 0,69 | 145      |
| Pêra Velha, Aldeia de Nacomba e Ariz | 48,28 | 25,86 | 7,33  | 7,76 | 1,72 | 1,29 | 1,29 | 2,59 | 232      |
| Peva e Segões                        | 46,48 | 27,46 | 14,08 | 2,82 | 1,06 | 1,06 | 1,41 | 1,76 | 284      |
| Sarzedo                              | 51,06 | 31,91 | 6,38  | 2,13 | 0    | 0    | 0    | 4,26 | 47       |
| Sever                                | 39,88 | 28,83 | 19,02 | 3,07 | 0    | 1,23 | 0    | 1,23 | 163      |
| Vila da Rua                          | 37,84 | 41,44 | 5,41  | 4,05 | 2,70 | 0,90 | 1,80 | 2,70 | 222      |
| Vilar                                | 40,71 | 38,57 | 9,29  | 2,14 | 1,43 | 0,71 | 1,43 | 0,71 | 140      |
| Moimenta da Beira                    | 40,92 | 32,81 | 10,46 | 4,12 | 2,01 | 1,90 | 1,82 | 1,63 | 3 737    |

### Mortágua
| Partido                 | Partido                                  | Votos | %               | +/-  |
| ----------------------- | ---------------------------------------- | ----- | --------------- | ---- |
|                         | Partido Socialista                       | 1 075 | 36,33 / 100,00  | 1,14 |
|                         | Aliança Democrática (PPD/PSD-CDS-PP-PPM) | 1 040 | 35,15 / 100,00  | 3,01 |
|                         | CHEGA                                    | 191   | 6,45 / 100,00   | -    |
|                         | Iniciativa Liberal                       | 169   | 5,71 / 100,00   | 5,18 |
|                         | Bloco de Esquerda                        | 120   | 4,06 / 100,00   | 5,41 |
|                         | LIVRE                                    | 66    | 2,23 / 100,00   | 1,32 |
|                         | Coligação Democrática Unitária (PCP-PEV) | 53    | 1,79 / 100,00   | 0,47 |
|                         | Alternativa Democrática Nacional         | 49    | 1,66 / 100,00   | 1,25 |
|                         | Outros (com menos de 1,00%)              | 68    | 2,30 / 100,00   |      |
| Votos Inválidos         | Votos Inválidos                          | 128   | 4,33 / 100,00   | 7,36 |
| Total                   | Total                                    | 2 959 | 100,00 / 100,00 |      |
| Eleitorado/Participação | Eleitorado/Participação                  | 8 225 | 35,98 / 100,00  | 7,69 |

| Freguesia                                     | %     | %     | %    | %     | %    | %    | %    | %    | Votantes |
| Freguesia                                     | PS    | AD    | CH   | IL    | BE   | L    | CDU  | ADN  | Votantes |
| --------------------------------------------- | ----- | ----- | ---- | ----- | ---- | ---- | ---- | ---- | -------- |
| Freguesia                                     |       |       |      |       |      |      |      |      | Votantes |
| Cercosa                                       | 54,55 | 33,64 | 1,82 | 1,82  | 0,91 | 2,73 | 0    | 1,82 | 110      |
| Espinho                                       | 32,10 | 40,74 | 7,41 | 4,12  | 4,12 | 0,41 | 1,23 | 1,65 | 243      |
| Marmeleira                                    | 39,31 | 32,37 | 4,05 | 12,72 | 5,20 | 0    | 1,73 | 1,16 | 173      |
| Mortágua, Vale de Remígio, Cortegaça e Almaça | 38,77 | 31,68 | 5,46 | 5,32  | 5,24 | 2,69 | 2,83 | 1,35 | 1 411    |
| Pala                                          | 24,49 | 43,27 | 8,98 | 3,67  | 2,86 | 4,08 | 0,41 | 2,45 | 245      |
| Sobral                                        | 31,18 | 38,43 | 8,66 | 7,09  | 2,68 | 2,20 | 0,79 | 2,20 | 635      |
| Trezoi                                        | 45,07 | 35,92 | 7,04 | 4,23  | 1,41 | 0    | 0,70 | 1,41 | 142      |
| Mortágua                                      | 36,33 | 35,15 | 6,45 | 5,71  | 4,06 | 2,23 | 1,79 | 1,66 | 2 959    |

### Nelas
| Partido                 | Partido                                  | Votos  | %               | +/-  |
| ----------------------- | ---------------------------------------- | ------ | --------------- | ---- |
|                         | Aliança Democrática (PPD/PSD-CDS-PP-PPM) | 1 633  | 35,15 / 100,00  | 4,74 |
|                         | Partido Socialista                       | 1 624  | 34,95 / 100,00  | 0,06 |
|                         | CHEGA                                    | 489    | 10,53 / 100,00  | -    |
|                         | Iniciativa Liberal                       | 285    | 6,13 / 100,00   | 5,52 |
|                         | Bloco de Esquerda                        | 150    | 3,23 / 100,00   | 6,82 |
|                         | LIVRE                                    | 112    | 2,41 / 100,00   | 1,09 |
|                         | Coligação Democrática Unitária (PCP-PEV) | 109    | 2,35 / 100,00   | 1,04 |
|                         | Alternativa Democrática Nacional         | 58     | 1,25 / 100,00   | 0,62 |
|                         | Outros (com menos de 1,00%)              | 88     | 1,89 / 100,00   |      |
| Votos Inválidos         | Votos Inválidos                          | 98     | 2,11 / 100,00   | 7,05 |
| Total                   | Total                                    | 4 646  | 100,00 / 100,00 |      |
| Eleitorado/Participação | Eleitorado/Participação                  | 12 331 | 37,68 / 100,00  | 9,33 |

| Freguesia                    | %     | %     | %     | %    | %    | %    | %    | %    | Votantes |
| Freguesia                    | AD    | PS    | CH    | IL   | BE   | L    | CDU  | ADN  | Votantes |
| ---------------------------- | ----- | ----- | ----- | ---- | ---- | ---- | ---- | ---- | -------- |
| Freguesia                    |       |       |       |      |      |      |      |      | Votantes |
| Canas de Senhorim            | 34,70 | 36,43 | 7,98  | 6,33 | 4,28 | 2,88 | 3,45 | 0,99 | 1 216    |
| Carvalhal Redondo e Aguieira | 37,78 | 38,24 | 9,73  | 3,39 | 3,39 | 0,45 | 2,04 | 1,58 | 442      |
| Lapa do Lobo                 | 28,28 | 42,09 | 9,76  | 6,73 | 1,01 | 1,35 | 5,39 | 1,01 | 297      |
| Nelas                        | 34,55 | 32,72 | 11,58 | 7,40 | 3,53 | 3,21 | 1,57 | 1,44 | 1 528    |
| Santar e Moreira             | 34,66 | 37,98 | 9,45  | 5,64 | 2,32 | 1,99 | 1,99 | 0,50 | 603      |
| Senhorim                     | 40,26 | 30,03 | 12,78 | 4,15 | 1,60 | 2,24 | 0,96 | 2,88 | 313      |
| Vilar Seco                   | 39,27 | 25,91 | 18,62 | 5,26 | 2,83 | 1,21 | 1,21 | 0,81 | 247      |
| Nelas                        | 35,15 | 34,95 | 10,53 | 6,13 | 3,23 | 2,41 | 2,35 | 1,25 | 4 646    |

### Oliveira de Frades
| Partido                 | Partido                                  | Votos | %               | +/-   |
| ----------------------- | ---------------------------------------- | ----- | --------------- | ----- |
|                         | Aliança Democrática (PPD/PSD-CDS-PP-PPM) | 1 717 | 44,21 / 100,00  | 3,77  |
|                         | Partido Socialista                       | 1 049 | 27,01 / 100,00  | 0,80  |
|                         | CHEGA                                    | 418   | 10,76 / 100,00  | -     |
|                         | Iniciativa Liberal                       | 225   | 5,79 / 100,00   | 5,55  |
|                         | Bloco de Esquerda                        | 86    | 2,21 / 100,00   | 4,29  |
|                         | LIVRE                                    | 76    | 1,96 / 100,00   | 0,77  |
|                         | Alternativa Democrática Nacional         | 67    | 1,73 / 100,00   | 1,56  |
|                         | Coligação Democrática Unitária (PCP-PEV) | 67    | 1,73 / 100,00   | 1,15  |
|                         | Outros (com menos de 1,00%)              | 83    | 2,15 / 100,00   |       |
| Votos Inválidos         | Votos Inválidos                          | 96    | 2,48 / 100,00   | 9,30  |
| Total                   | Total                                    | 3 884 | 100,00 / 100,00 |       |
| Eleitorado/Participação | Eleitorado/Participação                  | 8 602 | 45,15 / 100,00  | 11,75 |

| Freguesia                                    | %     | %     | %     | %    | %    | %    | %    | %    | Votantes |
| Freguesia                                    | AD    | PS    | CH    | IL   | BE   | L    | ADN  | CDU  | Votantes |
| -------------------------------------------- | ----- | ----- | ----- | ---- | ---- | ---- | ---- | ---- | -------- |
| Freguesia                                    |       |       |       |      |      |      |      |      | Votantes |
| Arca e Varzielas                             | 57,62 | 11,52 | 13,38 | 6,32 | 3,35 | 1,12 | 1,49 | 0,74 | 269      |
| Arcozelo das Maias                           | 42,13 | 25,96 | 11,06 | 6,81 | 2,13 | 2,34 | 2,34 | 2,13 | 470      |
| Destriz e Reigoso                            | 39,83 | 33,43 | 9,19  | 4,46 | 1,67 | 1,39 | 2,23 | 2,23 | 359      |
| Oliveira de Frades, Souto de Lafões e Sejães | 41,08 | 28,06 | 11,02 | 7,15 | 2,40 | 2,40 | 1,20 | 1,94 | 1 497    |
| Pinheiro                                     | 48,21 | 28,16 | 7,88  | 3,58 | 2,39 | 2,15 | 1,19 | 2,15 | 419      |
| Ribeiradio                                   | 36,87 | 34,75 | 12,73 | 4,77 | 1,59 | 1,33 | 1,59 | 1,86 | 377      |
| São João da Serra                            | 50,43 | 23,91 | 8,26  | 3,48 | 1,74 | 3,04 | 4,78 | 0,87 | 230      |
| São Vicente de Lafões                        | 56,65 | 19,77 | 12,17 | 4,56 | 1,90 | 0    | 1,52 | 0    | 263      |
| Oliveira de Frades                           | 44,21 | 27,01 | 10,76 | 5,79 | 2,21 | 1,96 | 1,73 | 1,73 | 3 884    |

### Penalva do Castelo
| Partido                 | Partido                                  | Votos | %               | +/-  |
| ----------------------- | ---------------------------------------- | ----- | --------------- | ---- |
|                         | Partido Socialista                       | 1 132 | 38,24 / 100,00  | 5,21 |
|                         | Aliança Democrática (PPD/PSD-CDS-PP-PPM) | 1 123 | 37,94 / 100,00  | 4,68 |
|                         | CHEGA                                    | 245   | 8,28 / 100,00   | -    |
|                         | Iniciativa Liberal                       | 134   | 4,53 / 100,00   | 4,37 |
|                         | Bloco de Esquerda                        | 57    | 1,93 / 100,00   | 2,72 |
|                         | Alternativa Democrática Nacional         | 48    | 1,62 / 100,00   | 1,26 |
|                         | LIVRE                                    | 46    | 1,55 / 100,00   | 0,70 |
|                         | Coligação Democrática Unitária (PCP-PEV) | 46    | 1,55 / 100,00   | 1,24 |
|                         | Outros (com menos de 1,00%)              | 45    | 1,53 / 100,00   |      |
| Votos Inválidos         | Votos Inválidos                          | 84    | 2,84 / 100,00   | 4,67 |
| Total                   | Total                                    | 2 960 | 100,00 / 100,00 |      |
| Eleitorado/Participação | Eleitorado/Participação                  | 7 211 | 41,05 / 100,00  | 8,87 |

| Freguesia                    | %     | %     | %     | %    | %    | %    | %    | %    | Votantes |
| Freguesia                    | PS    | AD    | CH    | IL   | BE   | ADN  | L    | CDU  | Votantes |
| ---------------------------- | ----- | ----- | ----- | ---- | ---- | ---- | ---- | ---- | -------- |
| Freguesia                    |       |       |       |      |      |      |      |      | Votantes |
| Antas e Matela               | 30,59 | 45,21 | 8,68  | 4,57 | 0,46 | 1,83 | 0,46 | 0,46 | 219      |
| Castelo de Penalva           | 27,08 | 50,18 | 9,39  | 4,33 | 0,36 | 1,44 | 1,44 | 1,81 | 277      |
| Esmolfe                      | 26,40 | 42,70 | 10,67 | 7,30 | 3,93 | 1,69 | 3,37 | 0,56 | 178      |
| Germil                       | 42,14 | 33,57 | 6,43  | 5,71 | 2,86 | 2,14 | 0,71 | 0,71 | 140      |
| Ínsua                        | 42,65 | 31,99 | 8,08  | 4,38 | 2,36 | 1,35 | 2,58 | 2,13 | 891      |
| Lusinde                      | 30,25 | 42,02 | 10,92 | 7,56 | 0,84 | 3,36 | 0,84 | 1,68 | 119      |
| Pindo                        | 38,35 | 36,33 | 9,72  | 5,32 | 2,57 | 0,92 | 1,28 | 2,39 | 545      |
| Real                         | 49,44 | 32,58 | 5,62  | 0    | 3,37 | 0    | 0    | 1,12 | 89       |
| Sezures                      | 46,30 | 39,35 | 3,70  | 2,31 | 1,39 | 2,31 | 0,46 | 0,93 | 216      |
| Trancozelos                  | 58,04 | 21,43 | 10,71 | 2,68 | 0    | 1,79 | 0    | 0,89 | 112      |
| Vila Cova do Covelo e Mareco | 28,74 | 52,30 | 5,17  | 3,45 | 1,15 | 3,45 | 1,15 | 0    | 174      |
| Penalva do Castelo           | 38,24 | 37,94 | 8,28  | 4,53 | 1,93 | 1,62 | 1,55 | 1,55 | 2 960    |

### Penedono
| Partido                 | Partido                                  | Votos | %               | +/-   |
| ----------------------- | ---------------------------------------- | ----- | --------------- | ----- |
|                         | Aliança Democrática (PPD/PSD-CDS-PP-PPM) | 529   | 43,25 / 100,00  | 2,34  |
|                         | Partido Socialista                       | 361   | 29,52 / 100,00  | 2,93  |
|                         | CHEGA                                    | 129   | 10,55 / 100,00  | -     |
|                         | Iniciativa Liberal                       | 45    | 3,68 / 100,00   | 3,47  |
|                         | Coligação Democrática Unitária (PCP-PEV) | 36    | 2,94 / 100,00   | 0,13  |
|                         | Alternativa Democrática Nacional         | 30    | 2,45 / 100,00   | 2,13  |
|                         | Bloco de Esquerda                        | 23    | 1,88 / 100,00   | 5,41  |
|                         | LIVRE                                    | 15    | 1,23 / 100,00   | 0,38  |
|                         | Outros (com menos de 1,00%)              | 27    | 2,20 / 100,00   |       |
| Votos Inválidos         | Votos Inválidos                          | 28    | 2,29 / 100,00   | 5,01  |
| Total                   | Total                                    | 1 223 | 100,00 / 100,00 |       |
| Eleitorado/Participação | Eleitorado/Participação                  | 2 795 | 43,76 / 100,00  | 12,30 |

| Freguesia         | %     | %     | %     | %    | %    | %    | %    | %    | Votantes |
| Freguesia         | AD    | PS    | CH    | IL   | CDU  | ADN  | BE   | L    | Votantes |
| ----------------- | ----- | ----- | ----- | ---- | ---- | ---- | ---- | ---- | -------- |
| Freguesia         |       |       |       |      |      |      |      |      | Votantes |
| Antas e Ourozinho | 36,36 | 30,77 | 17,48 | 3,50 | 3,50 | 2,10 | 0,70 | 0,70 | 143      |
| Beselga           | 39,39 | 40,15 | 9,09  | 1,52 | 1,52 | 0,76 | 2,27 | 0    | 132      |
| Castainço         | 40,51 | 26,58 | 17,72 | 0    | 3,80 | 5,06 | 2,53 | 0    | 79       |
| Penedono e Granja | 43,14 | 28,54 | 9,51  | 5,53 | 2,65 | 3,54 | 1,99 | 1,99 | 452      |
| Penela da Beira   | 38,75 | 33,75 | 9,38  | 3,13 | 3,75 | 0    | 2,50 | 2,50 | 160      |
| Póvoa de Penela   | 39,83 | 31,36 | 7,63  | 0    | 5,08 | 1,69 | 3,39 | 0    | 118      |
| Souto             | 64,03 | 16,55 | 7,91  | 5,76 | 1,44 | 2,88 | 0    | 0,72 | 139      |
| Penedono          | 43,25 | 29,52 | 10,55 | 3,68 | 2,94 | 2,45 | 1,88 | 1,23 | 1 223    |

### Resende
| Partido                 | Partido                                  | Votos | %               | +/-   |
| ----------------------- | ---------------------------------------- | ----- | --------------- | ----- |
|                         | Aliança Democrática (PPD/PSD-CDS-PP-PPM) | 1 688 | 39,35 / 100,00  | 3,54  |
|                         | Partido Socialista                       | 1 640 | 38,23 / 100,00  | 7,02  |
|                         | CHEGA                                    | 287   | 6,69 / 100,00   | -     |
|                         | Iniciativa Liberal                       | 220   | 5,13 / 100,00   | 4,84  |
|                         | Bloco de Esquerda                        | 89    | 2,07 / 100,00   | 2,18  |
|                         | LIVRE                                    | 72    | 1,68 / 100,00   | 1,32  |
|                         | Alternativa Democrática Nacional         | 71    | 1,66 / 100,00   | 1,16  |
|                         | Coligação Democrática Unitária (PCP-PEV) | 57    | 1,33 / 100,00   | 0,18  |
|                         | Outros (com menos de 1,00%)              | 90    | 2,10 / 100,00   |       |
| Votos Inválidos         | Votos Inválidos                          | 76    | 1,78 / 100,00   | 4,70  |
| Total                   | Total                                    | 4 290 | 100,00 / 100,00 |       |
| Eleitorado/Participação | Eleitorado/Participação                  | 9 696 | 44,25 / 100,00  | 17,69 |

| Freguesia                     | %     | %     | %    | %    | %    | %    | %    | %    | Votantes |
| Freguesia                     | AD    | PS    | CH   | IL   | BE   | L    | ADN  | CDU  | Votantes |
| ----------------------------- | ----- | ----- | ---- | ---- | ---- | ---- | ---- | ---- | -------- |
| Freguesia                     |       |       |      |      |      |      |      |      | Votantes |
| Anreade e São Romão de Aregos | 37,69 | 39,96 | 6,44 | 4,36 | 1,89 | 1,70 | 0,76 | 1,52 | 528      |
| Barrô                         | 41,42 | 37,31 | 4,10 | 3,36 | 2,24 | 1,49 | 4,85 | 1,12 | 268      |
| Cárquere                      | 43,55 | 41,46 | 4,88 | 3,14 | 0,70 | 0,70 | 1,39 | 1,05 | 287      |
| Felgueiras e Feirão           | 42,74 | 34,62 | 8,12 | 4,27 | 1,71 | 0,85 | 0,43 | 0,85 | 234      |
| Freigil e Miomães             | 30,18 | 50,91 | 6,40 | 3,66 | 1,52 | 1,22 | 0,61 | 0,61 | 328      |
| Ovadas e Panchorra            | 44,59 | 40,99 | 3,15 | 2,25 | 1,35 | 0,90 | 1,80 | 1,80 | 222      |
| Paus                          | 28,71 | 53,59 | 9,09 | 1,44 | 0,96 | 0,96 | 1,44 | 1,44 | 209      |
| Resende                       | 37,23 | 35,49 | 6,86 | 7,76 | 2,56 | 2,56 | 1,73 | 1,96 | 1 327    |
| São Cipriano                  | 40,51 | 34,28 | 8,50 | 5,95 | 2,55 | 2,27 | 1,98 | 1,42 | 353      |
| São João de Fontoura          | 52,68 | 25,85 | 8,78 | 3,41 | 2,93 | 0,49 | 2,93 | 0,49 | 205      |
| São Martinho de Mouros        | 48,02 | 32,22 | 6,99 | 5,47 | 2,43 | 1,22 | 1,22 | 0    | 329      |
| Resende                       | 39,35 | 38,23 | 6,69 | 5,13 | 2,07 | 1,68 | 1,66 | 1,33 | 4 290    |

### Santa Comba Dão
| Partido                 | Partido                                  | Votos  | %               | +/-   |
| ----------------------- | ---------------------------------------- | ------ | --------------- | ----- |
|                         | Aliança Democrática (PPD/PSD-CDS-PP-PPM) | 1 563  | 39,12 / 100,00  | 5,04  |
|                         | Partido Socialista                       | 1 333  | 33,37 / 100,00  | 1,74  |
|                         | CHEGA                                    | 387    | 9,69 / 100,00   | -     |
|                         | Iniciativa Liberal                       | 195    | 4,88 / 100,00   | 4,23  |
|                         | Bloco de Esquerda                        | 116    | 2,90 / 100,00   | 5,13  |
|                         | LIVRE                                    | 99     | 2,48 / 100,00   | 1,57  |
|                         | Alternativa Democrática Nacional         | 62     | 1,55 / 100,00   | 1,13  |
|                         | Coligação Democrática Unitária (PCP-PEV) | 53     | 1,33 / 100,00   | 0,68  |
|                         | Outros (com menos de 1,00%)              | 53     | 1,34 / 100,00   |       |
| Votos Inválidos         | Votos Inválidos                          | 134    | 3,36 / 100,00   | 6,68  |
| Total                   | Total                                    | 3 995  | 100,00 / 100,00 |       |
| Eleitorado/Participação | Eleitorado/Participação                  | 10 135 | 39,42 / 100,00  | 10,13 |

| Freguesia                           | %     | %     | %     | %    | %    | %    | %    | %    | Votantes |
| Freguesia                           | AD    | PS    | CH    | IL   | BE   | L    | ADN  | CDU  | Votantes |
| ----------------------------------- | ----- | ----- | ----- | ---- | ---- | ---- | ---- | ---- | -------- |
| Freguesia                           |       |       |       |      |      |      |      |      | Votantes |
| Ovoa e Vimieiro                     | 42,09 | 32,17 | 12,70 | 2,96 | 1,91 | 1,04 | 1,74 | 1,04 | 575      |
| Pinheiro de Ázere                   | 35,66 | 43,43 | 5,90  | 4,29 | 2,41 | 1,88 | 0,80 | 1,61 | 373      |
| Santa Comba Dão e Couto do Mosteiro | 38,16 | 32,17 | 9,77  | 6,59 | 3,05 | 3,36 | 1,22 | 0,98 | 1 638    |
| São Joaninho                        | 40,43 | 35,37 | 6,65  | 4,79 | 1,86 | 4,26 | 1,06 | 1,06 | 376      |
| São João de Areias                  | 41,74 | 28,87 | 10,09 | 4,00 | 4,17 | 1,74 | 2,96 | 2,61 | 575      |
| Treixedo e Nagozela                 | 37,34 | 34,93 | 10,70 | 2,84 | 3,28 | 1,09 | 1,75 | 1,31 | 458      |
| Santa Comba Dão                     | 39,12 | 33,37 | 9,69  | 4,88 | 2,90 | 2,48 | 1,55 | 1,33 | 3 995    |

### São João da Pesqueira
| Partido                 | Partido                                  | Votos | %               | +/-   |
| ----------------------- | ---------------------------------------- | ----- | --------------- | ----- |
|                         | Aliança Democrática (PPD/PSD-CDS-PP-PPM) | 1 075 | 40,67 / 100,00  | 0,26  |
|                         | Partido Socialista                       | 829   | 31,37 / 100,00  | 2,93  |
|                         | CHEGA                                    | 266   | 10,06 / 100,00  | -     |
|                         | Iniciativa Liberal                       | 138   | 5,22 / 100,00   | 4,83  |
|                         | Alternativa Democrática Nacional         | 67    | 2,53 / 100,00   | 1,21  |
|                         | Bloco de Esquerda                        | 65    | 2,46 / 100,00   | 4,14  |
|                         | LIVRE                                    | 37    | 1,40 / 100,00   | 0,52  |
|                         | Coligação Democrática Unitária (PCP-PEV) | 32    | 1,21 / 100,00   | 1,63  |
|                         | Outros (com menos de 1,00%)              | 72    | 2,73 / 100,00   |       |
| Votos Inválidos         | Votos Inválidos                          | 62    | 2,35 / 100,00   | 4,35  |
| Total                   | Total                                    | 2 643 | 100,00 / 100,00 |       |
| Eleitorado/Participação | Eleitorado/Participação                  | 6 475 | 40,82 / 100,00  | 10,65 |

| Freguesia                                 | %     | %     | %     | %    | %    | %    | %    | %    | Votantes |
| Freguesia                                 | AD    | PS    | CH    | IL   | ADN  | BE   | L    | CDU  | Votantes |
| ----------------------------------------- | ----- | ----- | ----- | ---- | ---- | ---- | ---- | ---- | -------- |
| Freguesia                                 |       |       |       |      |      |      |      |      | Votantes |
| Castanheiro do Sul                        | 44,65 | 35,22 | 7,55  | 1,89 | 2,52 | 1,89 | 0,63 | 3,14 | 159      |
| Ervedosa do Douro                         | 38,48 | 31,20 | 12,54 | 4,96 | 1,75 | 1,75 | 3,50 | 1,17 | 343      |
| Nagozelo do Douro                         | 39,26 | 33,13 | 5,52  | 4,91 | 3,07 | 3,07 | 0,61 | 0,61 | 163      |
| Paredes da Beira                          | 41,71 | 27,14 | 13,07 | 4,52 | 4,02 | 2,51 | 1,01 | 2,01 | 199      |
| Riodades                                  | 44,23 | 41,67 | 6,41  | 0,64 | 2,56 | 0    | 0    | 0    | 156      |
| São João da Pesqueira e Várzea de Trevões | 38,85 | 29,81 | 10,19 | 9,04 | 1,66 | 3,44 | 1,66 | 1,15 | 785      |
| Soutelo do Douro                          | 41,28 | 31,19 | 10,09 | 6,42 | 1,83 | 0,92 | 1,38 | 0,46 | 218      |
| Trevões e Espinhosa                       | 42,13 | 32,28 | 12,20 | 1,97 | 3,15 | 3,54 | 0,39 | 0,39 | 254      |
| Vale de Figueira                          | 44,44 | 36,11 | 1,85  | 0    | 3,70 | 5,56 | 1,85 | 2,78 | 108      |
| Valongo dos Azeites                       | 35,05 | 31,96 | 13,40 | 5,15 | 5,15 | 1,03 | 1,03 | 2,06 | 97       |
| Vilarouco e Pereiros                      | 44,72 | 24,22 | 11,18 | 3,11 | 3,73 | 0,62 | 0,62 | 1,24 | 161      |
| São João da Pesqueira                     | 40,67 | 31,67 | 10,06 | 5,22 | 2,53 | 2,46 | 1,40 | 1,21 | 2 643    |

### São Pedro do Sul
| Partido                 | Partido                                  | Votos  | %               | +/-   |
| ----------------------- | ---------------------------------------- | ------ | --------------- | ----- |
|                         | Aliança Democrática (PPD/PSD-CDS-PP-PPM) | 2 469  | 37,66 / 100,00  | 4,43  |
|                         | Partido Socialista                       | 2 248  | 34,29 / 100,00  | 3,58  |
|                         | CHEGA                                    | 566    | 8,63 / 100,00   | -     |
|                         | Iniciativa Liberal                       | 421    | 6,42 / 100,00   | 6,01  |
|                         | Bloco de Esquerda                        | 185    | 2,82 / 100,00   | 4,59  |
|                         | LIVRE                                    | 152    | 2,32 / 100,00   | 1,19  |
|                         | Coligação Democrática Unitária (PCP-PEV) | 144    | 2,20 / 100,00   | 0,82  |
|                         | Alternativa Democrática Nacional         | 79     | 1,21 / 100,00   | 0,90  |
|                         | Outros (com menos de 1,00%)              | 122    | 1,86 / 100,00   |       |
| Votos Inválidos         | Votos Inválidos                          | 170    | 2,59 / 100,00   | 6,38  |
| Total                   | Total                                    | 6 556  | 100,00 / 100,00 |       |
| Eleitorado/Participação | Eleitorado/Participação                  | 14 582 | 44,96 / 100,00  | 11,63 |

| Freguesia                                     | %     | %     | %     | %    | %    | %    | %    | %    | Votantes |
| Freguesia                                     | AD    | PS    | CH    | IL   | BE   | L    | CDU  | ADN  | Votantes |
| --------------------------------------------- | ----- | ----- | ----- | ---- | ---- | ---- | ---- | ---- | -------- |
| Freguesia                                     |       |       |       |      |      |      |      |      | Votantes |
| Bordonhos                                     | 44,50 | 24,40 | 10,05 | 6,70 | 2,87 | 5,74 | 0,96 | 0,96 | 209      |
| Carvalhais e Candal                           | 37,30 | 32,25 | 9,01  | 7,39 | 4,14 | 1,62 | 1,08 | 1,98 | 555      |
| Figueiredo de Alva                            | 40,33 | 31,15 | 11,80 | 2,95 | 2,95 | 0,66 | 1,31 | 2,62 | 305      |
| Manhouce                                      | 35,03 | 43,65 | 5,58  | 5,08 | 1,52 | 0    | 3,05 | 0,51 | 197      |
| Pindelo dos Milagres                          | 40,73 | 31,64 | 6,55  | 4,73 | 2,55 | 2,91 | 1,82 | 2,18 | 275      |
| Pinho                                         | 45,18 | 26,81 | 14,46 | 3,61 | 0,90 | 2,71 | 1,51 | 1,81 | 332      |
| Santa Cruz da Trapa e São Cristóvão de Lafões | 35,50 | 34,95 | 9,91  | 6,49 | 3,42 | 2,34 | 1,26 | 0,72 | 555      |
| São Félix                                     | 37,58 | 38,18 | 4,85  | 9,09 | 0    | 3,03 | 2,42 | 0    | 165      |
| São Martinho das Moitas e Covas do Rio        | 37,93 | 45,98 | 1,72  | 5,17 | 1,72 | 2,30 | 0    | 1,15 | 174      |
| São Pedro do Sul, Várzea e Baiões             | 36,15 | 33,81 | 8,33  | 7,82 | 3,31 | 2,93 | 3,31 | 0,84 | 2 390    |
| Serrazes                                      | 38,60 | 34,65 | 11,25 | 5,47 | 2,74 | 1,82 | 1,22 | 1,52 | 329      |
| Sul                                           | 36,67 | 43,08 | 7,69  | 2,05 | 2,31 | 1,54 | 2,82 | 0,77 | 390      |
| Valadares                                     | 41,37 | 28,42 | 8,63  | 8,99 | 1,08 | 1,80 | 2,16 | 2,16 | 278      |
| Vila Maior                                    | 35,07 | 38,56 | 6,47  | 5,97 | 2,99 | 0,75 | 1,24 | 1,24 | 402      |
| São Pedro do Sul                              | 37,66 | 34,29 | 8,63  | 6,42 | 2,82 | 2,32 | 2,20 | 1,21 | 6 556    |

### Sátão
| Partido                 | Partido                                  | Votos  | %               | +/-  |
| ----------------------- | ---------------------------------------- | ------ | --------------- | ---- |
|                         | Aliança Democrática (PPD/PSD-CDS-PP-PPM) | 1 847  | 44,12 / 100,00  | 3,30 |
|                         | Partido Socialista                       | 1 142  | 27,28 / 100,00  | 0,78 |
|                         | CHEGA                                    | 486    | 11,61 / 100,00  | -    |
|                         | Iniciativa Liberal                       | 237    | 5,66 / 100,00   | 5,21 |
|                         | Alternativa Democrática Nacional         | 98     | 2,34 / 100,00   | 2,01 |
|                         | Bloco de Esquerda                        | 94     | 2,25 / 100,00   | 4,21 |
|                         | Coligação Democrática Unitária (PCP-PEV) | 74     | 1,77 / 100,00   | 0,37 |
|                         | LIVRE                                    | 60     | 1,43 / 100,00   | 0,63 |
|                         | Outros (com menos de 1,00%)              | 72     | 1,73 / 100,00   |      |
| Votos Inválidos         | Votos Inválidos                          | 76     | 1,81 / 100,00   | 5,81 |
| Total                   | Total                                    | 4 186  | 100,00 / 100,00 |      |
| Eleitorado/Participação | Eleitorado/Participação                  | 12 154 | 34,44 / 100,00  | 9,56 |

| Freguesia                     | %     | %     | %     | %    | %    | %    | %    | %    | Votantes |
| Freguesia                     | AD    | PS    | CH    | IL   | ADN  | BE   | CDU  | L    | Votantes |
| ----------------------------- | ----- | ----- | ----- | ---- | ---- | ---- | ---- | ---- | -------- |
| Freguesia                     |       |       |       |      |      |      |      |      | Votantes |
| Águas Boas e Forles           | 41,18 | 29,41 | 8,24  | 7,65 | 3,53 | 2,94 | 1,76 | 0,59 | 170      |
| Avelal                        | 56,52 | 14,58 | 13,04 | 4,78 | 0,87 | 3,48 | 1,30 | 1,30 | 230      |
| Ferreira de Aves              | 48,08 | 25,81 | 7,99  | 5,84 | 2,61 | 1,69 | 2,61 | 1,23 | 651      |
| Mioma                         | 45,23 | 25,34 | 13,08 | 7,90 | 1,36 | 1,36 | 1,63 | 1,09 | 367      |
| Rio de Moinhos                | 40,47 | 40,47 | 6,79  | 3,13 | 2,09 | 1,57 | 0,52 | 0,78 | 383      |
| Romãs, Decermilo e Vila Longa | 37,53 | 27,16 | 13,83 | 5,43 | 2,96 | 2,96 | 3,21 | 2,22 | 405      |
| São Miguel de Vila Boa        | 44,83 | 28,45 | 12,72 | 4,09 | 3,88 | 1,51 | 0,43 | 1,29 | 464      |
| Sátão                         | 43,46 | 26,78 | 11,59 | 6,42 | 1,96 | 2,74 | 1,96 | 1,88 | 1 277    |
| Silvã de Cima                 | 41,00 | 24,27 | 22,18 | 4,60 | 2,09 | 2,09 | 1,26 | 0,84 | 239      |
| Sátão                         | 44,12 | 27,28 | 11,61 | 5,66 | 2,34 | 2,25 | 1,77 | 1,43 | 4 186    |

### Sernancelhe
| Partido                 | Partido                                  | Votos | %               | +/-  |
| ----------------------- | ---------------------------------------- | ----- | --------------- | ---- |
|                         | Aliança Democrática (PPD/PSD-CDS-PP-PPM) | 1 677 | 59,64 / 100,00  | 7,96 |
|                         | Partido Socialista                       | 581   | 20,66 / 100,00  | 2,65 |
|                         | CHEGA                                    | 202   | 7,18 / 100,00   | -    |
|                         | Iniciativa Liberal                       | 91    | 3,24 / 100,00   | 3,13 |
|                         | Alternativa Democrática Nacional         | 57    | 2,03 / 100,00   | 1,61 |
|                         | Bloco de Esquerda                        | 35    | 1,24 / 100,00   | 1,28 |
|                         | Outros (com menos de 1,00%)              | 100   | 3,55 / 100,00   |      |
| Votos Inválidos         | Votos Inválidos                          | 69    | 2,45 / 100,00   | 3,20 |
| Total                   | Total                                    | 2 812 | 100,00 / 100,00 |      |
| Eleitorado/Participação | Eleitorado/Participação                  | 5 052 | 55,66 / 100,00  | 7,30 |

| Freguesia                 | %     | %     | %     | %    | %    | %    | Votantes |
| Freguesia                 | AD    | PS    | CH    | IL   | ADN  | BE   | Votantes |
| ------------------------- | ----- | ----- | ----- | ---- | ---- | ---- | -------- |
| Freguesia                 |       |       |       |      |      |      | Votantes |
| Arnas                     | 59,05 | 20,95 | 13,33 | 0,95 | 0,95 | 0    | 105      |
| Carregal                  | 57,48 | 20,47 | 7,87  | 3,15 | 3,94 | 1,18 | 254      |
| Chosendo                  | 61,48 | 27,05 | 4,10  | 0    | 2,46 | 0    | 122      |
| Cunha                     | 75,52 | 8,39  | 6,29  | 3,50 | 1,40 | 0,70 | 143      |
| Faia                      | 49,45 | 31,87 | 5,49  | 3,30 | 1,10 | 1,10 | 91       |
| Ferreirim e Macieira      | 63,75 | 17,80 | 6,47  | 4,21 | 1,94 | 0,97 | 309      |
| Fonte Arcada e Escurquela | 55,21 | 28,65 | 3,13  | 2,60 | 2,60 | 0,52 | 192      |
| Granjal                   | 55,05 | 31,19 | 4,59  | 0,92 | 0,92 | 1,83 | 109      |
| Lamosa                    | 46,73 | 27,10 | 8,41  | 4,67 | 6,54 | 2,80 | 107      |
| Penso e Freixinho         | 52,26 | 21,61 | 10,55 | 5,53 | 3,02 | 2,01 | 199      |
| Quintela                  | 65,85 | 17,07 | 7,32  | 1,22 | 4,27 | 0    | 164      |
| Sernancelhe e Sarzeda     | 60,99 | 18,60 | 7,25  | 3,50 | 0,72 | 1,93 | 828      |
| Vila da Ponte             | 58,73 | 18,52 | 8,47  | 4,23 | 1,06 | 0,53 | 189      |
| Sernancelhe               | 59,64 | 20,66 | 7,18  | 3,24 | 2,03 | 1,24 | 2 812    |

### Tabuaço
| Partido                 | Partido                                  | Votos | %               | +/-   |
| ----------------------- | ---------------------------------------- | ----- | --------------- | ----- |
|                         | Aliança Democrática (PPD/PSD-CDS-PP-PPM) | 950   | 44,10 / 100,00  | 1,38  |
|                         | Partido Socialista                       | 650   | 30,18 / 100,00  | 0,83  |
|                         | CHEGA                                    | 226   | 10,49 / 100,00  | -     |
|                         | Iniciativa Liberal                       | 92    | 4,27 / 100,00   | 4,14  |
|                         | Alternativa Democrática Nacional         | 52    | 2,41 / 100,00   | 1,97  |
|                         | Bloco de Esquerda                        | 36    | 1,67 / 100,00   | 4,24  |
|                         | Coligação Democrática Unitária (PCP-PEV) | 31    | 1,44 / 100,00   | 0,01  |
|                         | LIVRE                                    | 26    | 1,21 / 100,00   | 0,64  |
|                         | Outros (com menos de 1,00%)              | 41    | 1,89 / 100,00   |       |
| Votos Inválidos         | Votos Inválidos                          | 50    | 2,32 / 100,00   | 4,98  |
| Total                   | Total                                    | 2 154 | 100,00 / 100,00 |       |
| Eleitorado/Participação | Eleitorado/Participação                  | 4 644 | 46,38 / 100,00  | 14,96 |

| Freguesia                    | %     | %     | %     | %    | %    | %    | %    | %    | Votantes |
| Freguesia                    | AD    | PS    | CH    | IL   | ADN  | BE   | CDU  | L    | Votantes |
| ---------------------------- | ----- | ----- | ----- | ---- | ---- | ---- | ---- | ---- | -------- |
| Freguesia                    |       |       |       |      |      |      |      |      | Votantes |
| Adorigo                      | 44,63 | 29,75 | 13,22 | 6,61 | 2,48 | 0    | 0,83 | 1,65 | 121      |
| Arcos                        | 41,98 | 30,86 | 4,94  | 1,23 | 7,41 | 0    | 1,23 | 1,23 | 81       |
| Barcos e Santa Leocádia      | 48,58 | 20,75 | 14,62 | 3,77 | 1,42 | 3,77 | 2,83 | 0,47 | 212      |
| Chavães                      | 52,10 | 31,09 | 7,56  | 0    | 2,52 | 0    | 0    | 0    | 119      |
| Desejosa                     | 33,33 | 43,75 | 10,42 | 6,25 | 0    | 0    | 2,08 | 0    | 48       |
| Granja do Tedo               | 65,52 | 12,93 | 5,17  | 4,31 | 2,59 | 1,72 | 1,72 | 0    | 116      |
| Longa                        | 51,52 | 14,14 | 12,12 | 2,02 | 3,03 | 1,01 | 1,01 | 5,05 | 99       |
| Paradela e Granjinha         | 48,61 | 23,61 | 13,89 | 4,17 | 4,17 | 0    | 2,78 | 0    | 72       |
| Pinheiros e Vale de Figueira | 52,27 | 22,16 | 12,50 | 5,68 | 2,27 | 2,27 | 0,57 | 0    | 176      |
| Sendim                       | 40,37 | 37,16 | 9,17  | 3,21 | 1,83 | 0,92 | 1,83 | 3,21 | 218      |
| Tabuaço                      | 43,54 | 32,28 | 9,44  | 4,47 | 1,99 | 1,99 | 1,66 | 0,99 | 604      |
| Távora e Pereiro             | 25,91 | 44,04 | 12,44 | 6,22 | 3,63 | 2,07 | 1,04 | 1,55 | 193      |
| Valença do Douro             | 27,37 | 43,16 | 10,53 | 6,32 | 1,05 | 3,16 | 0    | 1,05 | 95       |
| Tabuaço                      | 44,10 | 30,18 | 10,49 | 4,27 | 2,41 | 1,67 | 1,44 | 1,21 | 2 154    |

### Tarouca
| Partido                 | Partido                                  | Votos | %               | +/-   |
| ----------------------- | ---------------------------------------- | ----- | --------------- | ----- |
|                         | Aliança Democrática (PPD/PSD-CDS-PP-PPM) | 1 168 | 42,41 / 100,00  | 0,62  |
|                         | Partido Socialista                       | 839   | 30,46 / 100,00  | 0,25  |
|                         | CHEGA                                    | 270   | 9,80 / 100,00   | -     |
|                         | Iniciativa Liberal                       | 120   | 4,36 / 100,00   | 4,26  |
|                         | Bloco de Esquerda                        | 80    | 2,90 / 100,00   | 4,63  |
|                         | Coligação Democrática Unitária (PCP-PEV) | 61    | 2,21 / 100,00   | 1,20  |
|                         | Alternativa Democrática Nacional         | 57    | 2,07 / 100,00   | 1,76  |
|                         | LIVRE                                    | 55    | 2,00 / 100,00   | 1,08  |
|                         | Outros (com menos de 1,00%)              | 61    | 2,21 / 100,00   |       |
| Votos Inválidos         | Votos Inválidos                          | 43    | 1,56 / 100,00   | 5,92  |
| Total                   | Total                                    | 2 754 | 100,00 / 100,00 |       |
| Eleitorado/Participação | Eleitorado/Participação                  | 7 165 | 38,44 / 100,00  | 11,75 |

| Freguesia                       | %     | %     | %     | %    | %    | %    | %    | %    | Votantes |
| Freguesia                       | AD    | PS    | CH    | IL   | BE   | CDU  | ADN  | L    | Votantes |
| ------------------------------- | ----- | ----- | ----- | ---- | ---- | ---- | ---- | ---- | -------- |
| Freguesia                       |       |       |       |      |      |      |      |      | Votantes |
| Gouviães e Ucanha               | 38,78 | 29,25 | 11,56 | 4,08 | 4,08 | 3,40 | 1,70 | 3,74 | 294      |
| Granja Nova e Vila Chã da Beira | 37,95 | 36,41 | 11,79 | 2,56 | 4,62 | 0,51 | 0,51 | 0,51 | 195      |
| Mondim da Beira                 | 45,49 | 28,63 | 7,45  | 4,71 | 1,57 | 5,88 | 0,78 | 1,18 | 255      |
| Salzedas                        | 47,55 | 30,39 | 8,33  | 1,96 | 3,43 | 0,49 | 1,96 | 2,45 | 204      |
| São João de Tarouca             | 45,65 | 34,24 | 7,07  | 1,63 | 2,72 | 2,17 | 2,72 | 1,63 | 184      |
| Tarouca e Dálvares              | 40,81 | 30,74 | 10,65 | 5,15 | 2,86 | 1,93 | 2,50 | 1,93 | 1 399    |
| Várzea da Serra                 | 50,22 | 24,22 | 6,73  | 5,38 | 1,35 | 1,35 | 2,24 | 2,24 | 223      |
| Tarouca                         | 42,41 | 30,46 | 9,80  | 4,36 | 2,90 | 2,21 | 2,07 | 2,00 | 2 754    |

### Tondela
| Partido                 | Partido                                  | Votos  | %               | +/-  |
| ----------------------- | ---------------------------------------- | ------ | --------------- | ---- |
|                         | Aliança Democrática (PPD/PSD-CDS-PP-PPM) | 4 127  | 40,20 / 100,00  | 0,31 |
|                         | Partido Socialista                       | 3 196  | 31,13 / 100,00  | 2,49 |
|                         | CHEGA                                    | 956    | 9,31 / 100,00   | -    |
|                         | Iniciativa Liberal                       | 609    | 5,93 / 100,00   | 5,67 |
|                         | LIVRE                                    | 262    | 2,55 / 100,00   | 1,70 |
|                         | Bloco de Esquerda                        | 259    | 2,52 / 100,00   | 5,56 |
|                         | Coligação Democrática Unitária (PCP-PEV) | 219    | 2,13 / 100,00   | 0,42 |
|                         | Alternativa Democrática Nacional         | 157    | 1,53 / 100,00   | 1,21 |
|                         | Outros (com menos de 1,00%)              | 212    | 2,08 / 100,00   |      |
| Votos Inválidos         | Votos Inválidos                          | 269    | 2,62 / 100,00   | 7,84 |
| Total                   | Total                                    | 10 266 | 100,00 / 100,00 |      |
| Eleitorado/Participação | Eleitorado/Participação                  | 24 293 | 42,26 / 100,00  | 9,01 |

| Freguesia                                | %     | %     | %     | %    | %    | %    | %    | %    | Votantes |
| Freguesia                                | AD    | PS    | CH    | IL   | L    | BE   | CDU  | ADN  | Votantes |
| ---------------------------------------- | ----- | ----- | ----- | ---- | ---- | ---- | ---- | ---- | -------- |
| Freguesia                                |       |       |       |      |      |      |      |      | Votantes |
| Barreiro de Besteiros e Tourigo          | 56,56 | 16,27 | 10,35 | 5,55 | 2,22 | 1,11 | 1,11 | 1,11 | 541      |
| Campo de Besteiros                       | 34,16 | 35,40 | 9,94  | 6,83 | 3,31 | 3,93 | 1,66 | 0,41 | 483      |
| Canas de Santa Maria                     | 37,19 | 33,06 | 12,89 | 1,49 | 2,48 | 2,15 | 1,82 | 1,49 | 605      |
| Caparrosa e Silvares                     | 43,77 | 32,10 | 10,88 | 5,31 | 1,33 | 1,33 | 0,27 | 1,86 | 377      |
| Castelões                                | 46,92 | 26,65 | 10,25 | 4,10 | 2,05 | 2,28 | 1,59 | 2,51 | 439      |
| Dardavaz                                 | 58,47 | 21,59 | 7,31  | 3,99 | 0,66 | 2,33 | 0    | 2,66 | 301      |
| Ferreirós do Dão                         | 35,23 | 27,46 | 16,06 | 4,15 | 1,55 | 2,59 | 3,63 | 2,59 | 193      |
| Guardão                                  | 39,60 | 34,73 | 6,86  | 4,87 | 2,65 | 1,33 | 5,53 | 1,33 | 452      |
| Lajeosa do Dão                           | 38,05 | 31,19 | 13,51 | 4,57 | 1,04 | 1,87 | 1,87 | 2,29 | 481      |
| Lobão da Beira                           | 33,85 | 36,04 | 9,01  | 6,37 | 3,74 | 2,86 | 1,54 | 1,10 | 455      |
| Molelos                                  | 36,40 | 40,25 | 4,95  | 5,91 | 1,92 | 4,26 | 1,92 | 0,82 | 728      |
| Mouraz e Vila Nova da Rainha             | 40,15 | 29,92 | 10,80 | 5,11 | 2,27 | 2,65 | 2,46 | 1,70 | 528      |
| Parada de Gonta                          | 43,00 | 32,08 | 8,53  | 4,44 | 1,02 | 1,37 | 3,75 | 1,02 | 293      |
| Santiago de Besteiros                    | 42,53 | 28,10 | 10,89 | 6,33 | 1,77 | 2,03 | 2,28 | 2,78 | 395      |
| São João do Monte e Mosteirinho          | 53,44 | 20,61 | 9,67  | 6,36 | 1,53 | 3,05 | 1,27 | 1,53 | 393      |
| São Miguel do Outeiro e Sabugosa         | 30,72 | 42,06 | 7,42  | 5,98 | 1,86 | 2,89 | 3,30 | 1,86 | 485      |
| Tonda                                    | 34,89 | 34,40 | 7,62  | 5,90 | 3,69 | 2,46 | 3,69 | 1,23 | 407      |
| Tondela e Nandufe                        | 35,38 | 31,59 | 8,29  | 8,96 | 4,22 | 2,83 | 2,49 | 1,15 | 2 086    |
| Vilar de Besteiros e Mosteiro de Fráguas | 46,47 | 27,24 | 9,46  | 5,29 | 1,92 | 1,44 | 1,28 | 2,24 | 624      |
| Tondela                                  | 40,20 | 31,13 | 9,31  | 5,93 | 2,55 | 2,52 | 2,13 | 1,53 | 10 266   |

### Vila Nova de Paiva
| Partido                 | Partido                                  | Votos | %               | +/-   |
| ----------------------- | ---------------------------------------- | ----- | --------------- | ----- |
|                         | Aliança Democrática (PPD/PSD-CDS-PP-PPM) | 974   | 46,83 / 100,00  | 2,13  |
|                         | Partido Socialista                       | 536   | 25,77 / 100,00  | 1,64  |
|                         | CHEGA                                    | 190   | 9,13 / 100,00   | -     |
|                         | Iniciativa Liberal                       | 113   | 5,43 / 100,00   | 4,59  |
|                         | Coligação Democrática Unitária (PCP-PEV) | 48    | 2,31 / 100,00   | 1,56  |
|                         | Alternativa Democrática Nacional         | 43    | 2,07 / 100,00   | 1,79  |
|                         | LIVRE                                    | 43    | 2,07 / 100,00   | 0,73  |
|                         | Bloco de Esquerda                        | 41    | 1,97 / 100,00   | 2,88  |
|                         | Outros (com menos de 1,00%)              | 47    | 2,25 / 100,00   |       |
| Votos Inválidos         | Votos Inválidos                          | 45    | 2,17 / 100,00   | 6,83  |
| Total                   | Total                                    | 2 080 | 100,00 / 100,00 |       |
| Eleitorado/Participação | Eleitorado/Participação                  | 5 726 | 36,33 / 100,00  | 13,91 |

| Freguesia                            | %     | %     | %     | %    | %    | %    | %    | %    | Votantes |
| Freguesia                            | AD    | PS    | CH    | IL   | CDU  | ADN  | L    | BE   | Votantes |
| ------------------------------------ | ----- | ----- | ----- | ---- | ---- | ---- | ---- | ---- | -------- |
| Freguesia                            |       |       |       |      |      |      |      |      | Votantes |
| Pendilhe                             | 29,41 | 39,50 | 11,34 | 3,78 | 2,94 | 2,10 | 2,10 | 2,10 | 238      |
| Queiriga                             | 51,32 | 26,42 | 6,42  | 4,91 | 0,75 | 0,75 | 1,89 | 1,13 | 265      |
| Touro                                | 52,03 | 22,97 | 11,49 | 2,70 | 0,34 | 2,70 | 2,70 | 1,69 | 296      |
| Vila Cova à Coelheira                | 51,80 | 19,76 | 11,98 | 4,49 | 1,20 | 3,29 | 2,10 | 1,80 | 334      |
| Vila Nova de Paiva, Alhais e Fráguas | 46,57 | 25,13 | 7,60  | 7,18 | 3,59 | 1,80 | 1,90 | 2,32 | 947      |
| Vila Nova de Paiva                   | 46,83 | 25,77 | 9,13  | 5,43 | 2,31 | 2,07 | 2,07 | 1,97 | 2 080    |

### Viseu
| Partido                 | Partido                                  | Votos  | %               | +/-  |
| ----------------------- | ---------------------------------------- | ------ | --------------- | ---- |
|                         | Aliança Democrática (PPD/PSD-CDS-PP-PPM) | 14 296 | 38,27 / 100,00  | 3,34 |
|                         | Partido Socialista                       | 11 161 | 29,88 / 100,00  | 0,50 |
|                         | CHEGA                                    | 3 654  | 9,78 / 100,00   | -    |
|                         | Iniciativa Liberal                       | 3 109  | 8,32 / 100,00   | 7,62 |
|                         | Bloco de Esquerda                        | 1 315  | 3,52 / 100,00   | 6,26 |
|                         | LIVRE                                    | 1 165  | 3,12 / 100,00   | 1,37 |
|                         | Coligação Democrática Unitária (PCP-PEV) | 616    | 1,65 / 100,00   | 1,30 |
|                         | Alternativa Democrática Nacional         | 572    | 1,53 / 100,00   | 1,14 |
|                         | Outros (com menos de 1,00%)              | 710    | 1,90 / 100,00   |      |
| Votos Inválidos         | Votos Inválidos                          | 756    | 2,03 / 100,00   | 6,49 |
| Total                   | Total                                    | 37 354 | 100,00 / 100,00 |      |
| Eleitorado/Participação | Eleitorado/Participação                  | 92 422 | 40,42 / 100,00  | 7,90 |

| Freguesia                          | %     | %     | %     | %     | %    | %    | %    | %    | Votantes |
| Freguesia                          | AD    | PS    | CH    | IL    | BE   | L    | CDU  | ADN  | Votantes |
| ---------------------------------- | ----- | ----- | ----- | ----- | ---- | ---- | ---- | ---- | -------- |
| Freguesia                          |       |       |       |       |      |      |      |      | Votantes |
| Abraveses                          | 37,07 | 29,60 | 9,81  | 8,29  | 3,80 | 3,17 | 2,31 | 1,35 | 3 027    |
| Barreiros e Cepões                 | 40,62 | 30,02 | 10,60 | 5,22  | 3,10 | 2,94 | 0,82 | 1,96 | 613      |
| Boa Aldeia, Farminhão e Torredeita | 30,55 | 42,29 | 12,48 | 5,14  | 2,39 | 1,74 | 1,01 | 1,47 | 1 090    |
| Bodiosa                            | 46,77 | 21,86 | 13,38 | 6,46  | 2,58 | 1,38 | 0,92 | 2,58 | 1 084    |
| Calde                              | 43,68 | 28,34 | 9,57  | 6,50  | 2,71 | 1,99 | 0,72 | 1,44 | 554      |
| Campo                              | 42,28 | 26,31 | 11,77 | 7,27  | 2,88 | 1,86 | 1,14 | 2,22 | 1 665    |
| Cavernães                          | 43,37 | 30,12 | 7,75  | 7,06  | 1,72 | 3,44 | 1,03 | 2,93 | 581      |
| Cota                               | 39,43 | 32,54 | 9,98  | 5,23  | 2,14 | 3,33 | 1,66 | 2,14 | 421      |
| Coutos de Viseu                    | 36,35 | 33,65 | 10,32 | 6,35  | 2,70 | 2,22 | 1,59 | 2,38 | 630      |
| Fail e Vila Chã de Sá              | 34,38 | 33,13 | 13,00 | 6,88  | 3,38 | 2,25 | 0,75 | 1,25 | 800      |
| Fragosela                          | 34,89 | 32,74 | 10,22 | 8,79  | 3,68 | 2,96 | 0,90 | 1,97 | 1 115    |
| Lordosa                            | 41,69 | 32,43 | 9,27  | 5,43  | 1,92 | 2,72 | 1,60 | 0,96 | 626      |
| Mundão                             | 37,34 | 30,33 | 8,61  | 9,71  | 3,40 | 3,00 | 1,30 | 1,60 | 999      |
| Orgens                             | 38,49 | 32,88 | 8,35  | 7,05  | 3,67 | 2,66 | 1,58 | 1,01 | 1 390    |
| Povolide                           | 43,92 | 27,84 | 12,58 | 4,33  | 3,30 | 2,06 | 1,65 | 1,65 | 485      |
| Ranhados                           | 37,87 | 27,90 | 9,19  | 9,97  | 3,78 | 4,73 | 1,78 | 1,27 | 2 197    |
| Repeses e São Salvador             | 35,65 | 32,15 | 9,32  | 9,98  | 3,70 | 3,00 | 1,41 | 1,04 | 2 404    |
| Ribafeita                          | 50,98 | 21,04 | 9,98  | 6,51  | 2,60 | 2,17 | 1,52 | 1,52 | 461      |
| Rio de Loba                        | 37,22 | 28,82 | 10,86 | 9,34  | 3,36 | 3,17 | 1,58 | 1,81 | 3 157    |
| Santos Evos                        | 33,68 | 39,00 | 7,90  | 6,53  | 2,92 | 2,23 | 1,89 | 2,06 | 582      |
| São Cipriano e Vil de Souto        | 41,23 | 28,30 | 10,37 | 5,76  | 3,71 | 2,18 | 1,79 | 1,02 | 781      |
| São João de Lourosa                | 39,47 | 28,24 | 11,75 | 7,19  | 3,40 | 2,31 | 1,73 | 2,31 | 1 558    |
| São Pedro de France                | 41,35 | 32,21 | 10,93 | 6,56  | 0,99 | 0,99 | 1,59 | 2,19 | 503      |
| Silgueiros                         | 38,49 | 34,00 | 13,24 | 4,41  | 1,38 | 2,08 | 1,12 | 2,08 | 1 156    |
| Viseu                              | 37,58 | 28,50 | 7,79  | 10,28 | 4,61 | 4,23 | 2,13 | 1,11 | 9 475    |
| Viseu                              | 38,27 | 29,88 | 9,78  | 8,32  | 3,52 | 3,12 | 1,65 | 1,53 | 37 354   |

### Vouzela
| Partido                 | Partido                                  | Votos | %               | +/-   |
| ----------------------- | ---------------------------------------- | ----- | --------------- | ----- |
|                         | Aliança Democrática (PPD/PSD-CDS-PP-PPM) | 1 738 | 41,01 / 100,00  | 3,91  |
|                         | Partido Socialista                       | 1 366 | 32,23 / 100,00  | 2,38  |
|                         | CHEGA                                    | 430   | 10,15 / 100,00  | -     |
|                         | Iniciativa Liberal                       | 213   | 5,03 / 100,00   | 4,61  |
|                         | Bloco de Esquerda                        | 112   | 2,64 / 100,00   | 3,77  |
|                         | LIVRE                                    | 88    | 2,08 / 100,00   | 1,46  |
|                         | Coligação Democrática Unitária (PCP-PEV) | 81    | 1,91 / 100,00   | 0,36  |
|                         | Alternativa Democrática Nacional         | 67    | 1,58 / 100,00   | 1,03  |
|                         | Outros (com menos de 1,00%)              | 46    | 1,08 / 100,00   |       |
| Votos Inválidos         | Votos Inválidos                          | 97    | 2,29 / 100,00   | 7,65  |
| Total                   | Total                                    | 4 238 | 100,00 / 100,00 |       |
| Eleitorado/Participação | Eleitorado/Participação                  | 8 804 | 48,14 / 100,00  | 14,24 |

| Freguesia                        | %     | %     | %     | %    | %    | %    | %    | %    | Votantes |
| Freguesia                        | AD    | PS    | CH    | IL   | BE   | L    | CDU  | ADN  | Votantes |
| -------------------------------- | ----- | ----- | ----- | ---- | ---- | ---- | ---- | ---- | -------- |
| Freguesia                        |       |       |       |      |      |      |      |      | Votantes |
| Alcofra                          | 40,11 | 35,71 | 12,09 | 3,85 | 1,65 | 1,37 | 1,37 | 1,37 | 364      |
| Cambra e Carvalhal de Vermilhas  | 48,37 | 21,03 | 9,18  | 5,35 | 3,06 | 2,87 | 2,87 | 3,82 | 523      |
| Campia                           | 56,08 | 15,10 | 13,72 | 3,99 | 1,22 | 2,60 | 2,26 | 1,56 | 576      |
| Fataunços e Figueiredo das Donas | 39,74 | 36,23 | 7,95  | 4,62 | 2,96 | 2,22 | 0,74 | 1,11 | 541      |
| Fornelo do Monte                 | 38,64 | 46,97 | 6,06  | 3,79 | 0    | 1,52 | 0,76 | 1,52 | 132      |
| Queirã                           | 39,69 | 34,44 | 14,01 | 3,31 | 2,92 | 0,78 | 1,36 | 1,56 | 514      |
| São Miguel do Mato               | 39,22 | 32,34 | 11,98 | 5,99 | 2,99 | 0,90 | 0,90 | 0,90 | 334      |
| Ventosa                          | 29,18 | 46,30 | 9,73  | 2,72 | 1,95 | 1,56 | 2,72 | 2,33 | 257      |
| Vouzela e Paços de Vilharigues   | 34,10 | 37,81 | 7,12  | 7,42 | 3,71 | 2,81 | 2,61 | 0,80 | 997      |
| Vouzela                          | 41,01 | 32,23 | 10,15 | 5,03 | 2,64 | 2,08 | 1,91 | 1,58 | 4 238    |